# Улица Лысенко (Киев)
Улица Лысенко — улица в городе Киеве.
Пролегает от улицы Ярославов Вал до улицы Богдана Хмельницкого.
Возникла в середине 19 столетия, имела название ул. Театральная (от Городского театра, построенного тут в 1856; теперь на его месте — здание Национальной оперы Украины).
Современное название (с 1927) в честь Николая Лысенко — композитора, пианиста, педагога, собирателя песенного фольклора, гражданского деятеля.
К улице Лысенко примыкает проезд Золотоворотский. С середины 40-х годов 20 ст. до 1982 года улица Лысенко соединялась ступенями с Театральной площадью.
Находится поблизости от станции метрополитена Золотые ворота.
По адресу улица Лысенко, 6 находится здание управления Юго-Западной железной дороги.

## Почтовый индекс
01054